# Conus amadis
Conus amadis är en havslevande snäckart som tillhör familjen kägelsnäckor. Snäckan blir omkring 7 cm lång. Den finns i Indiska oceanen (från Indien och Sri Lanka till Thailand och Indonesien).

## Utseende
Spetsig konformad snäcka som är orangefärgad med vita kluster.